# Карнавал в Поденсе
Карнавал в Поденсе (Caretos de Podence) — традиційне дійство у селі Поденсе в муніципалітеті Маседо де Кавалейруш. 12 грудня 2019 року ЮНЕСКО оголосила їх нематеріальною культурною спадщиною людства.

## Історія

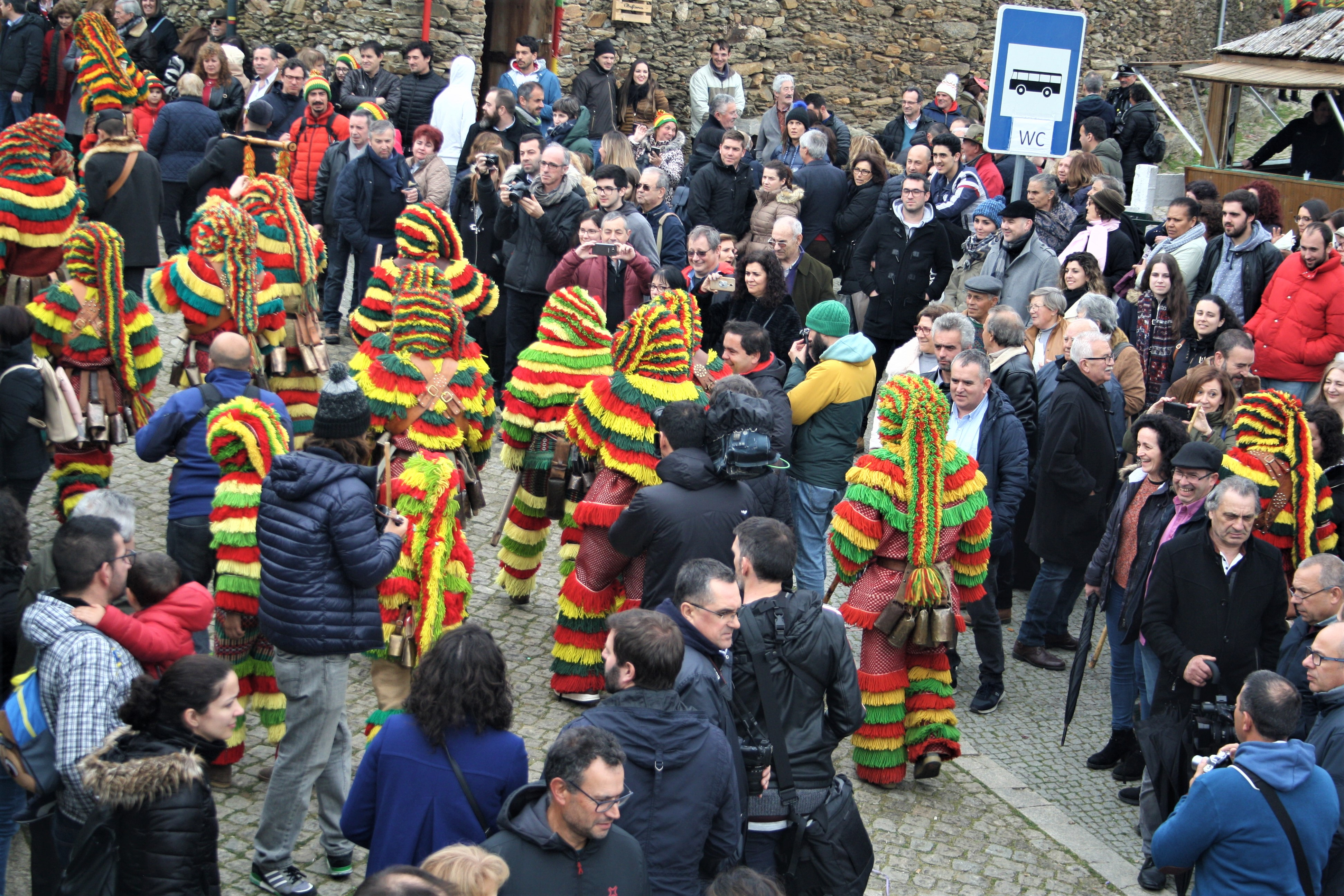
Поденсе, 5 березня 2019 р

Карнавал є одним з найбільш важливих заходів у річному календарі. На Великдень і Страстну середу хлопчики в містечку з'являються одягнені у кольорову одежу, зроблену з смужок, а їх обличчя закрите масками з дерева або шкіри, з виразним носом. Вони носять дзвіночки та дощечки на собі, і енергійно бігають по містечку, стрибають та кричать. Одним з основних причин цієї гонки є знаходження дівчат для танцю та «чокальхару» (chocalhar, дзвіночки).
Серед найважливіших моментів карнавалу в Поденсі особливе місце посідають «навмисне весілля» - «казаментуш-а-фінжир» (casamentos a fingir) у «Жирну неділю», а в Карнавальний вівторок - карнавальна хода по селі та церемонія спалювання карнавального опудала - «кейма-ду-ентруду» (Queima do Entrudo), що знаменує кінець свята.
Наступного ранку, за традицією, хлопець повинен відвідати дівчину, що випала йому за допомогою випадкового вибору, і отримає солодощі та вино. У 1985 році Каретос Поденсе організувалися та перетворилися групу в Культурну Асоціацію, для збереження традицій.